# Relaciones Perú-Trinidad y Tobago
Relaciones Perú-Trinidad y Tobago se refiere a las relaciones bilaterales entre Perú y Trinidad y Tobago. Perú tiene una embajada en Puerto España, mientras que Trinidad y Tobago tiene un consulado en Lima.

## Historia
En 2017, el embajador peruano Luis Rodomiro Hernández Ortiz elogió a Trinidad y Tobago por su papel en la imposición de la democracia y comentó sobre la necesidad de consolidar aún más las relaciones entre las naciones.Ambos países son miembros de la Organización de Estados Americanos.

## Comercio
En 2017, el 3,5% o US$217 millones de exportaciones tuvieron como destino Perúy Perú exportó US$17,8 millones a Trinidad y Tobago en 2017.